# KOKIA∞AKIKO ~Balance~
Pour les articles homonymes, voir Balance.
Albums de KOKIA
Music Gift
(2008) AKIKO∞KOKIA ~Balance~
(2009)
KOKIA∞AKIKO ~Balance~ est le 8e album de KOKIA. Il est sorti le 18 mars 2009 au Japon sur le label Victor Entertainment, le même jour qu'un autre album quasiment homonyme de la chanteuse, AKIKO∞KOKIA ~Balance~. Il atteint la 51e place du classement des ventes hebdomadaire de l'Oricon, et reste classé pendant trois semaines. Il est alors son sixième album le plus vendu. Il sort deux mois plus tard en Europe et aux États-Unis sur le label Wasabi Records.

## Détails des pistes
Toutes les chansons sont écrites et composées par KOKIA.
| No  | Titre                                                                                   | Durée |
| --- | --------------------------------------------------------------------------------------- | ----- |
| 1.  | Hananoen (花宴)                                                                         |       |
| 2.  | Usu Momoiro no Kisetsu (うす桃色の季節)                                                 |       |
| 3.  | +sing                                                                                   |       |
| 4.  | Dôke (道化)                                                                             |       |
| 5.  | Usaghi                                                                                  |       |
| 6.  | Yoake~rebirth (夜明け~rebirth)                                                          |       |
| 7.  | Gematria (ゲマトリア)                                                                   |       |
| 8.  | Hoshikuzu no Vocalise (星屑のヴォカリーズ)                                              |       |
| 9.  | Life Goes On                                                                            |       |
| 10. | Senka no Hana (戦火の花)                                                                |       |
| 11. | Kono Mune no Kurushimi ga Itooshii Hodo ni Ikite (この胸の苦しみが愛おしいほどに生きて) |       |
| 12. | Infinity (INFINITY)                                                                     |       |